# Échecs en Azerbaïdjan

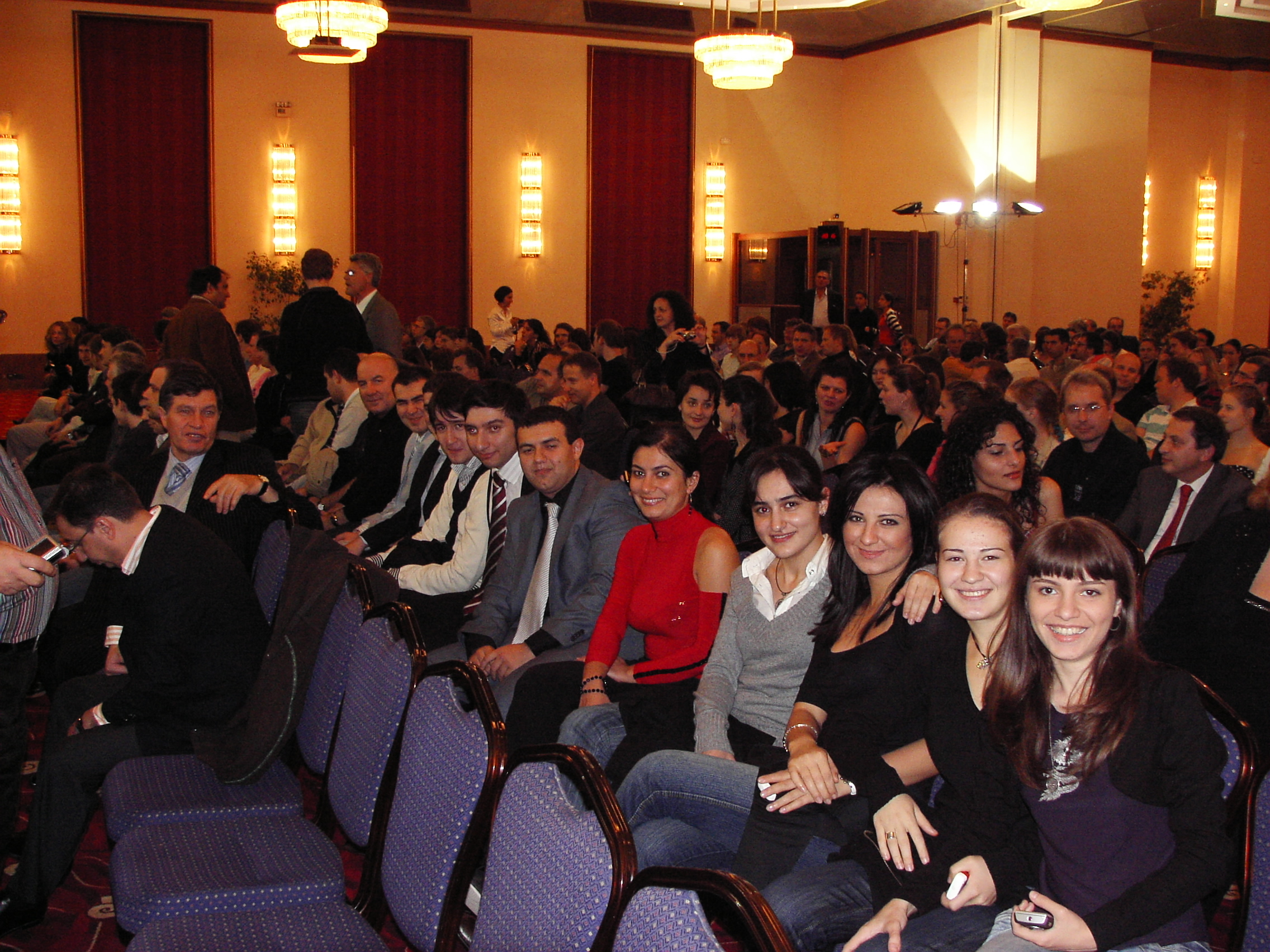
Équipes nationales masculines et féminines d'Azerbaïdjan au Championnat d'Europe 2007

Les échecs sont l'un des sports les plus populaires et les plus anciens en Azerbaïdjan, où il est organisé par la Fédération azerbaïdjanaise des échecs (AŞF).

## Histoire des échecs en Azerbaïdjan
Les échecs peuvent être trouvés dans les œuvres de poètes persans du XIIe siècle tels que Khaqani et Nizami, qui vivaient dans l'Azerbaïdjan moderne, ainsi que dans les œuvres de l'écrivain et poète azerbaïdjanais du XVIe siècle Fuzûlî et d'autres. L'écrivain et philosophe azerbaïdjanais Mirza Fatali Akhoundov a expliqué les règles des échecs dans son poème de 1864,  « Le jeu de Chatranj ».

## L'Azerbaïdjan en tant que membre de l'URSS
Les échecs organisés ont commencé en Azerbaïdjan peu de temps après la création de la République socialiste soviétique d'Azerbaïdjan en 1920, et le jeu s'est rapidement répandu. La première colonne d'échecs est apparue dans le journal « Bakinsky Rabochy » au début des années 1920. En 1923, le premier championnat de Bakou a eu lieu.
Les 2 et 3 mai 1929, un match entre des équipes de Bakou et de Tbilissi , la capitale de la République socialiste soviétique de Géorgie, a eu lieu sur 8 planches à Bakou.
En 1934, le premier championnat azerbaïdjanais a eu lieu. Cela a été remporté par Selimkhanov,  qui en 1935 est devenu président de « l'Organisation des échecs d'Azerbaïdjan ». En 1936, le premier championnat féminin a eu lieu. En 1936, A. Polisskaya de Bakou est devenue « championne féminine du Caucase du Sud ». En 1938, une école d'échecs pour femmes a été ouverte au « Club d'échecs et de dames de Bakou ». Cependant, ces championnats d'échecs au niveau local et national n'ont pas eu lieu chaque année et la Seconde Guerre mondiale a perturbé les tournois et les activités d'échecs. Mais depuis 1947, des championnats d'échecs ont lieu chaque année.

## Les temps modernes
Après que l'Azerbaïdjan a obtenu son indépendance après la dissolution de l'Union soviétique en 1991, les joueurs d'échecs azerbaïdjanais ont obtenu des résultats élevés dans diverses compétitions internationales, championnats du monde et européens. En 1992, l'équipe nationale féminine pour la première fois au Olympiade d'échecs à Manille, aux Philippines, a représenté l'Azerbaïdjan indépendant et s'est classée 7e sur 67 équipes. L'équipe féminine a remporté des médailles de bronze au Championnat d'Europe qui s'est tenu à Debrecen, en Hongrie en 1993. L'équipe nationale masculine a remporté des médailles de bronze en 2007 au Championnat d'Europe qui s'est tenu en Grèce. L'équipe masculine a remporté le titre de « l'équipe la plus forte d'Europe » en Serbie en 2009, puis a remporté des médailles d'argent en 2011 en Grèce et en 2013 en Pologne. En 2012 et 2014, l'équipe masculine « SOCAR-Azerbaïdjan » a remporté les Championnats d'Europe interclubs à deux reprises. Les grands maîtres azerbaïdjanais Shakhriyar Mamedyarov, Teimour Radjabov et Vugar Gashimov ont réussi à se hisser aux 4e et 6e places du classement mondial.
Le grand maître Teimour Radjabov est devenu le premier propriétaire azerbaïdjanais de la Coupe du monde d'échecs, le 4 octobre 2019 à Khanty-Mansiïsk, en Russie.
En 2022, les représentants de l'Azerbaïdjan Govhar Beydullayeva et Abdulla Gadimbayli ont remporté le championnat d'échecs junior, en Italie.
“Baku Open 2023” est prévu du 4 au 12 mai 2023, dédié au 100e anniversaire de la naissance de Heydar Aliyev.